# 聞慶市
聞慶市（：／ Mungyeong si */?），是大韓民國慶尚北道西北部的一個城市。面積911.73平方公里，2007年人口75,223人。

## 歷史
1995年1月1日由店村市（점촌시）與聞慶郡（문경군）合併而成。

## 著名人物
- 李雅賢
- 朴烈

## 姐妹城市
- 大韓民國首爾特別市廣津區